# علی الدوعاجی
علی الدوعاجی (عربی تونسی: علی الدوعاجی؛ ۲۷ مهٔ ۱۹۴۹ (۴۰ سال) – ۲۳ مارس ۱۹۷۵) یک روزنامه‌نگار، و نمایش‌نامه‌نویس اهل تونس بود. او از پیشگامان ادبیات نوین تونس محسوب می‌گردد. او به عنوان پدر داستان کوتان تونس یاد می‌شود. او همچنین به عنوان یک هنرمند طرح، ترانه‌سرا، نمایشنامه‌نویس و روزنامه‌نگار نیز شناخته می‌شود.

## زندگی‌نامه
علی الدوعاجی در یک خانواده ثروتمند با اصلیت ترکی در شهر تونس در سال ۱۹۰۹ متولد شد. پدر او، الحاج محمد الدوعاجی که یک بازرگان ثروتمند و صاحب زمین بود، هنگامی که علی چهار ساله بود، فوت کرد. او به همسر و فرزندانش یک صندوق اعتماد قابل ملاحظه‌ای داد که خانواده توانست راحت زندگی کنند. مادرش، ناظم بنت شقوفه، سه دختر و دو پسر را به دنیا آورد، علی تنها بازماندهٔ دو پسر بود.